# 草加煎餅

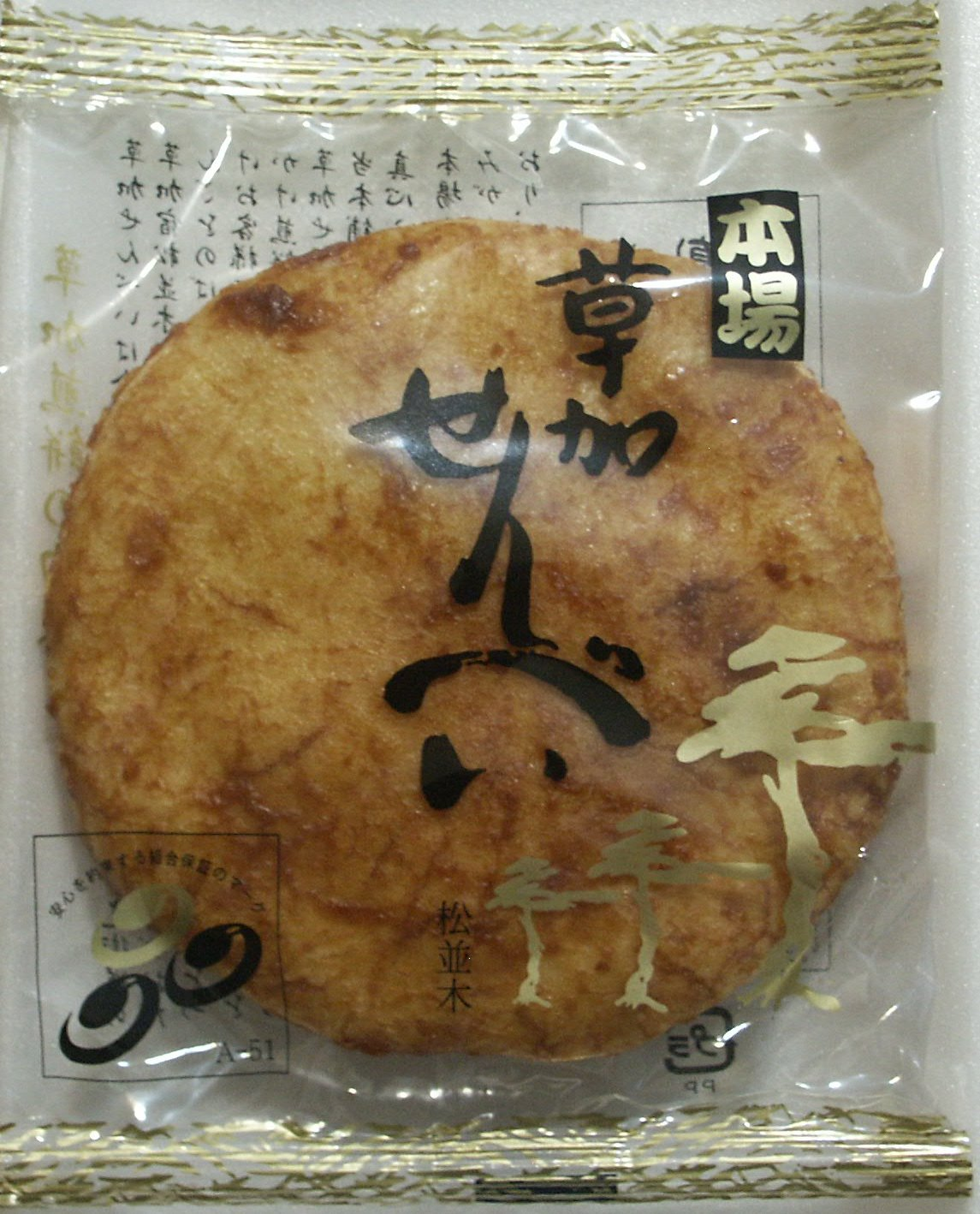
草加煎餅（小包装分装版）

草加煎饼（日语：／ Souka Senbei */?，也翻译作草加仙贝）是一种日式煎饼，是埼玉縣草加市的知名特产，它也是「草加地区煎饼合作社协会」和「草加地区手烧煎饼合作社协会」的地域注册商标（商标注册号：5053366）。

## 发源

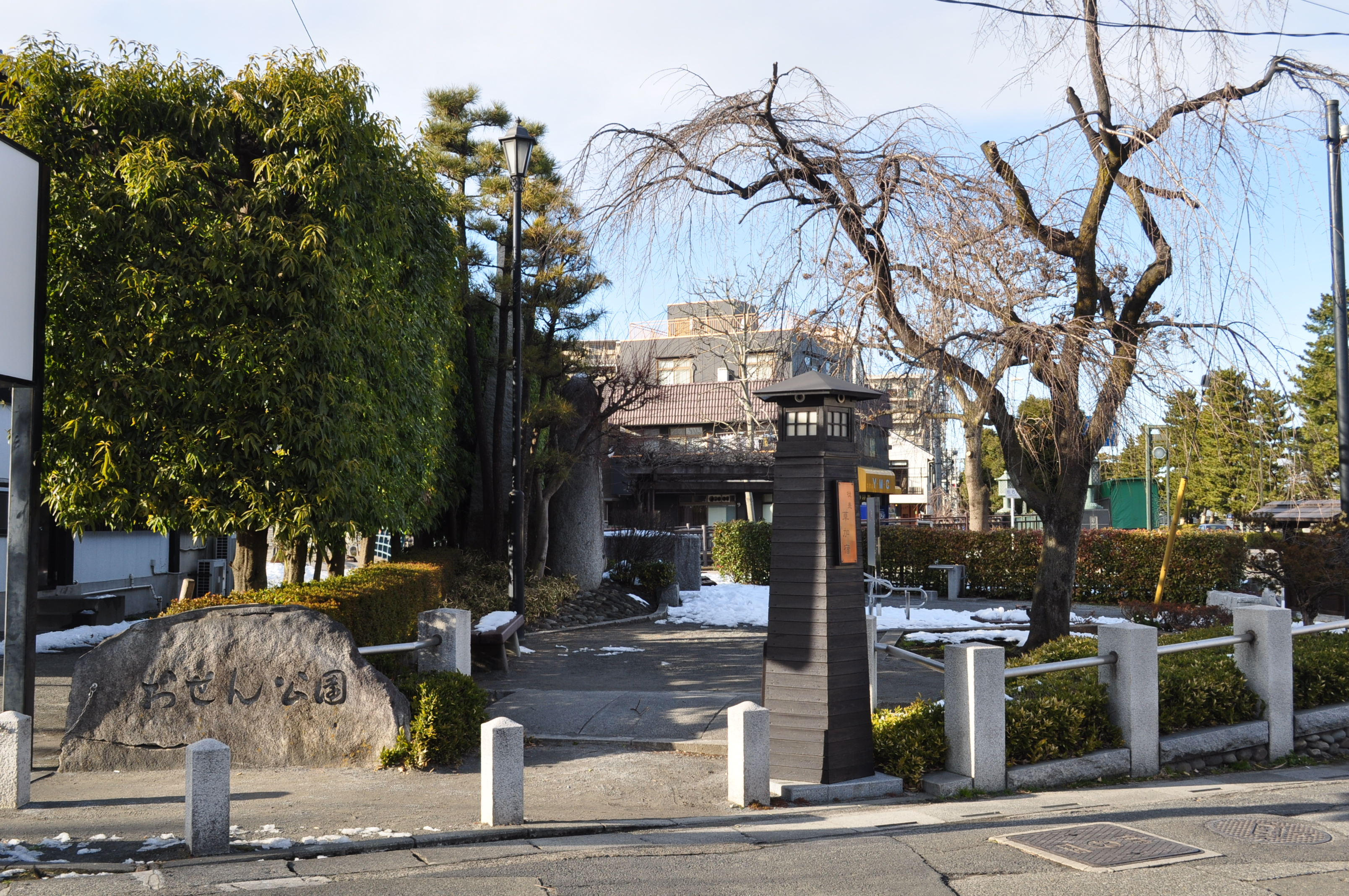
おせん公園（2018年1月26日撮影）

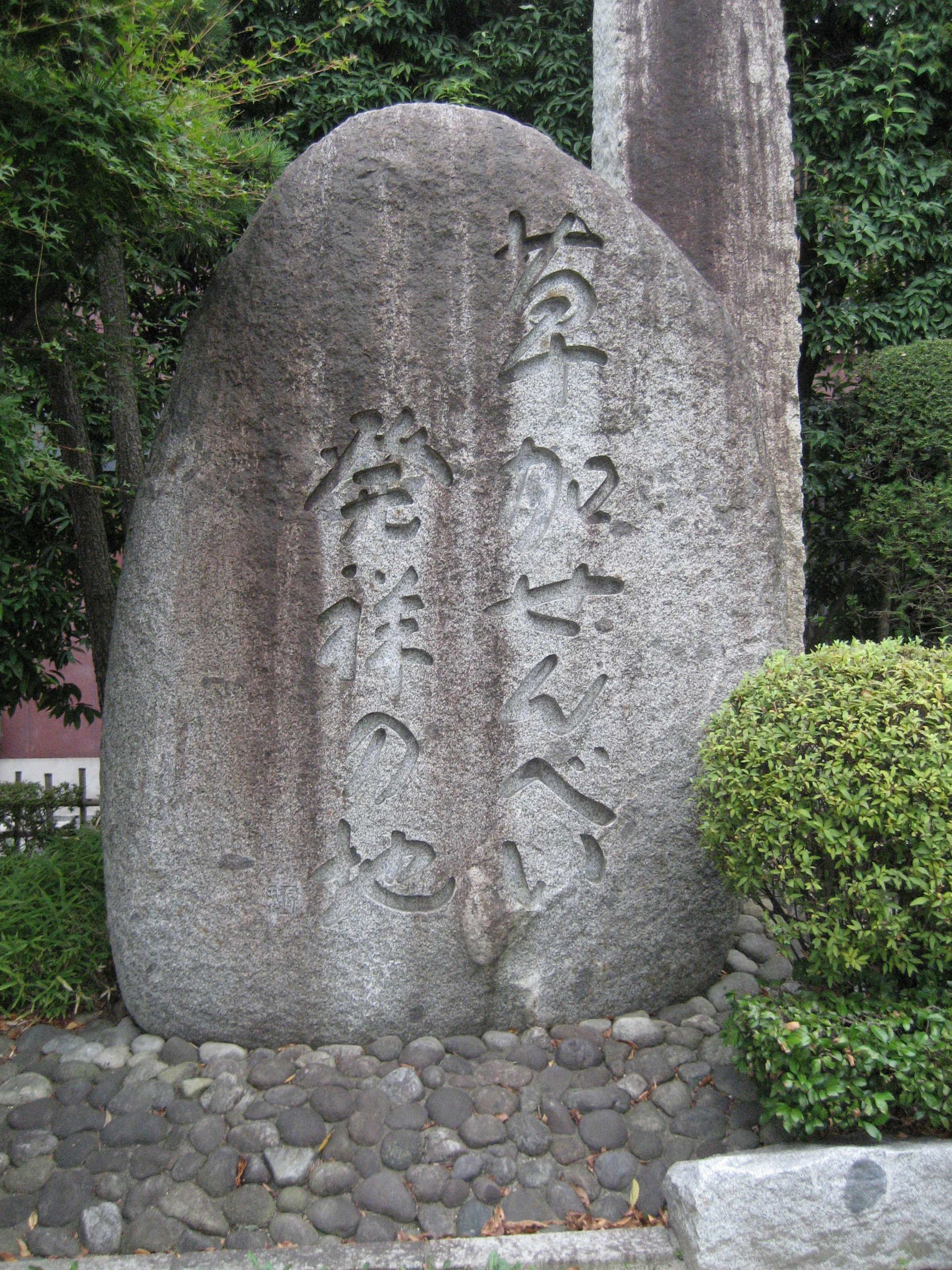
おせん公园内的「草加仙贝发源地碑」

草加煎饼是一种用粳米为原料制作的煎饼，它因口感硬脆而深受欢迎。根据草加市官方网站介绍，草加煎饼的起源最早可以追溯到江户时代，当时人们把米做成团子形状，干燥后用来长时间保存以便日后食用。另外一种说法是在江户时代，日光街道的草加宿有茶屋出售米做的团子，一位名叫「おせんさん」的人把卖剩下来的团子压平，在烘烤后出售。

## 地理条件和流传
草加靠近现在的千叶县野田市，这里是大米产地，也是著名的酱油产地（野田的酱油酿造）。江户时代，这里是日光街道草加宿的驿站，交通繁忙。在大正时代（1912-1926年），大正天皇吃过这种煎饼，因此有了「被皇室享用过的美味草加煎饼」的名号，成为交通要道上广为流传的特产，「煎饼」一词也广为人知。第二次世界大战结束后，除了生活在草加市的人之外，小贩们在日本全国各地使用这一名称的情况十分猖獗，因此注册了商标。
2010年代，草加市仍有60多家煎饼工厂和销售点。2000年5月5日（平成12年），它被埼玉新聞社选为「留给21世纪·埼玉骄傲100选」之一 。

## 相关
- 煎餅
- 草加市